# Garrick Ohlsson
Garrick Ohlsson (New York, 3 april 1948) is een Amerikaans pianist. 
In 1970 was Garrick Ohlsson de eerste Amerikaan die de eerste prijs won van het Internationaal Frederick Chopin Piano Concours Ook won hij de eerste prijs van de Busoni Wedstrijd in Italië en de Montreal Piano Competition. In 1994 kreeg Ohlsson de Avery Fisher Prize toegekend en in 1998 ontving hij de University Musical Society Distinguished Artist Award in Ann Arbor, Michigan. 
Hij begon met pianolessen toen hij acht jaar oud was aan het Westchester Conservatorium in White Plains en toen hij 13 was ging hij naar de Juilliard School. Zijn muzikale ontwikkeling is beïnvloed door verschillende vooraanstaande leraren, zoals Claudio Arrau, Olga Barabini, Tom Lishman, Sascha Gorodnitzki, Rosina Lhevinne en Irma Wolpe.
Als student van Claudio Arrau staat Ohlsson bekend om zijn uitvoeringen van werken van Mozart, Beethoven, en Schubert, en het romantische repertoire. Ohlsson heeft in Amerika opgetreden met de symfonieorkesten van Cleveland, Philadelphia, St. Louis, Cincinnati, Indianapolis, Houston, Baltimore, Pittsburgh, Los Angeles, Seattle, Washington D.C. en Berkeley; ook speelde hij met het Londense Philharmonia Orchestra in het Lincoln Center. Ohlsson is een enthuosiast beoefenaar van kamermuziek en heeft samengewerkt met het Cleveland, het Emerson, het Takács en het Tokyo strijkkwartet. 
In 2005 en 2006 was hij op tournee met het Takács Quartet.
In 2006-2007 opende hij het Mostly Mozart Festival in New York. Met het Boedapest Festival Orkest zal hij optreden op de BBC Proms.
Ohlsson bezit een zeer uitgebreid repertoire van zo’n tachtig verschillende pianoconcerten. Verder staat hij bekend om zijn exceptionele bereik op het toetsenbord. 

## Prijzen en onderscheidingen
- Gouden Medaille 1970 Internationaal Frederick Chopin Piano Concours, Warschau
- Avery Fisher Prize 1994
- Grammy Award 2008

## Discografie
Garrick Ohlsson heeft opnamen gemaakt bij de volgende labels:
- Arabesque Recordings
- RCA Red Seal Records
- Angel Records
- Bridge Records
- BMG
- Delos International
- Hänssler Classic
- Nonesuch Records
- Telarc
- EMI Classics